# أيوب بن سلمة المخزومي
أيوب بن سلامة بن عبد الله بن الوليد بن الوليد بن المغيرة المخزومي (715-762) كان من وجهاء المدينة المنورة في أواخر العصر الأموي وأوائل العصر العباسي، كان ينتمي إلى عائلة ثرية من عشيرة بني مخزوم البارزة محليًا من قريش، تم تسجيله كشاهد أو مشارك في الأحداث السياسية في المدينة المنورة في عهد الخلفاء الأمويين سليمان بن عبد الملك وهشام بن عبد الملك والخليفة العباسي أبو جعفر المنصور، بما في ذلك كمؤيد لمرة واحدة لثورة العلويين لمحمد النفس الزكية ضد العباسيين.

## العائلة
كان أيوب من ذرية الوليد بن المغيرة، وهي عائلة ثرية وبارزة من بني مخزوم، فهي عشيرة كبرى من قريش موجودة بشكل رئيسي في مكة والمدينة المنورة، وقد ورث ثروة القائد الرئيسي للفتوحات الإسلامية المبكرة خالد بن الوليد (توفي 642)، وذلك عندما مات جميع أحفاد خالد الذكور وانتهى عقَبُه، فكانوا من أقارب أيوب وذلك بعد انتشار الطاعون في سوريا خلال السنوات من الخلافة الأموية (661-750) وشمل هذا الميراث عدة منازل في المدينة المنورة، حيث كان يقيم أيوب. وكان لأيوب علاقات مصاهرة بالخليفة الأموي هشام بن عبد الملك (724–743) فوالدة الخليفة هشام هي عائشة وهي ابنة قريب أيوب هشام بن إسماعيل بن هشام بن الوليد بن المغيرة، من خلال ابنة أخت أيوب، أم سلمة بنت يعقوب المخزومي، وكانت تربطه علاقات عائلية مع ابن الخليفة هشام، مسلمة بن هشام، والخليفة العباسي الأول السفاح، وكلاهما تزوجا في وقت ما من أم سلمة وأنجبا أطفالًا منها. تزوجت ريطة ابنة السفاح وأم سلمة من الخليفة العباسي الثالث المهدي، وأنجبت منه ولديه عبيد الله وعلي. 
تزوج أيوب من فاطمة بنت عبد الله من ذرية الخليفة علي بن أبي طالب (656–661) وقد تسبب في الأمر مشاجرة بين أيوب وبين والدها، حيث طلب أيوب يدها من ابنها صالح بن عبد الله بن معاوية بن جعفر بدلاً من والدها الذي ادعى أنه الولي الشرعي الوحيد لابنته. وأدى الخلاف إلى سجن أيوب على يد الخليفة هشام. وبتدخل ابن أيوب أطلق الخليفة سراح أيوب.  كان حفيد أيوب، محمد بن خالد بن إسماعيل، أحد المصادر الذي استخدمهم المؤرخ عمر بن شبة (ت 878) لتأريخ الوقائع في عصره. وظل أحفاد أيوب يملكون عقارات خالد بن الوليد بالمدينة في زمن عمر بن شبة.

## الحياة العملية
كان أيوب شاهداً على إقالة وجلد صديقه والي المدينة المنورة عثمان بن حيان المري على يد الخليفة الأموي سليمان بن عبد الملك عام 715. وكان متهماً بموالاة الثائر العلوي زيد بن علي وذلك ضد ادعاءات مخالفات مالية من قبل والي العراق الأموي خالد القسري (724-738). أثناء ثورة العلوي محمد النفس الزكية على الخليفة العباسي المنصور (754–775) في سنتي 762–763، بايع أيوب النفس الزكية على الخلافة في المدينة المنورة. وعندما تم قمع الثورة، تم العفو عن أيوب عندما تاب علانية ونكث عن يمينه.  شهد أيوب معاقبة المنصور بجلد حليف بارز محلياً للنفس الزكية، محمد بن عبد الله العثماني، من نسل الخلفاء عثمان (644–656) وعلي.